# 三原純子
三原 純子（みはら じゅんこ、1920年8月6日 - 1959年10月3日）は、昭和期の流行歌の歌手。本名は黒田粋子。

## 経歴
1920年（大正9年）、岐阜県大野郡白川村生まれ。女学校時代から演芸会では美声を知られていたが、卒業後名古屋で音楽の基礎を学ぶ。上京後、作曲家・長谷川堅二に声楽を師事し、長谷川の紹介で、1939年（昭和14年）、タイヘイレコードの専属歌手となる。松竹映画の俳優・三原純にあやかって、芸名を三原純子とし、高橋文夫と歌った「帰ろう帰ろう漢口へ」でデビュー。立花ひろしと歌った「さらば港よ」をはじめ、「出島の雨」、「乙女よ朗らかに」、「さらば東京」など、40曲あまりをレコーディングするが、1942年（昭和17年）に、タイヘイがキングに買収され移籍。「点数の歌」を発売したのみで、同年、コロムビアに移籍。コロムビアにおけるデビュー曲「南から南から」が大ヒットとなり、歌手として認められるようになる。
太平洋戦争開戦により、世間の目が南方に向けられていった中でヒットした「南から南から」で注目を浴びた三原は、大映映画「歌う狸御殿」に出演。実際にはコロムビアにおける初レコーディングであった主題歌「月の小島」で、デュエットした楠木繁夫と恋仲になり、1943年（昭和18年）12月8日、「南から南から」の作曲者・吉田信夫妻の媒酌によって結婚した。戦時中は主に戦時歌謡のレコーディングが多く、「大空に祈る」「花笠おどり」「突撃喇叭鳴り渡る」「固い約束」などのレコードを発売する一方で、国内の軍需工場などを夫婦揃って慰問に訪れた。1945年（昭和20年）、空襲で東京東大久保の家を焼失したため、夫妻は三原の故郷である飛騨高山に疎開。
終戦後も、ステージや国鉄職員の慰問などで各地を巡業するが、二人の身体は戦時中から用いていたヒロポンのため、徐々に蝕まれていった。歌詞を改めた「南から南から」をはじめ、夫妻揃って出演した「春爛漫狸御殿」主題歌「夜風のタンゴ」を二人でレコーディングするなど、新譜も出していたが、1949年（昭和24年）には、夫婦でテイチクに移籍。1950年（昭和25年）、三原自身も出演した大映映画「ニッポンGメン 難破崎の血斗」主題歌「しのび泣く雨」が久しぶりの大ヒットとなった。このヒットによって、NHK紅白歌合戦にも出演している。
関係の深かった音楽家から感染した肺結核が徐々に悪化すると、期を同じくして、夫・楠木は根っからの酒豪であり、ヒロポン中毒が重なったためか、脳溢血に倒れる。生活のため夫婦揃ってのステージや巡業は1956年（昭和31年）まで続けていたが、三原は結核が悪化したため、姉のいる故郷に転地療養を余儀なくされた。療養中に、楠木は自殺。その死は、体調を気にした親戚が頃合を見計らって彼女に伝えられたが、最愛の伴侶を失った影響は大きかった。1959年（昭和34年）10月3日、三原は死去した。39歳没。比翼塚には1958年没と刻まれているが、本教寺の昭和34年の過去帳に死去の記録がある。
1977年（昭和52年）には、三原の故郷・飛騨高山の法華寺に楠木と三原を偲ぶ比翼塚が建立され、夫妻の良き理解者であった古賀政男は最晩年に病身をおして、この碑を訪れたという。

## 代表曲
- 「点数の歌」共演：林伊佐緒
- 「海防だより」
- 「南から南から」
- 「真昼の丘」
- 「月の小島」共演：楠木繁夫
- 「大空に祈る」共演：松原操、菊池章子
- 「夜風のタンゴ」共演：楠木繁夫
- 「しのび泣く雨」
- 「妻も恋す」

## NHK紅白歌合戦出場歴
| 年度/放送回              | 曲目         | 対戦相手 |
| ------------------------ | ------------ | -------- |
| 1952年（昭和27年）/第2回 | しのび泣く雨 | 林伊佐緒 |